# Ethnolution A.D.
Ethnolution A.D. è il quinto album in studio del gruppo musicale power metal tedesco Mob Rules, pubblicato nel 2006; l'ultimo sotto l'etichetta SPV.

## Il disco
Come i dischi precedenti, anche questo album è stato registrato tra i Soundgarten Studio (Oldenburg) e i Bazement Studio (Hunstetten) tra maggio e giugno 2006; mix e mastering sono stati curati ancora una volta da Markus Teske nei Bazement Studio.
In questo disco fanno il loro esordio il bassista Markus Brinkmann (che sostituisce il defezionario Torsten Plorin) e il chitarrista Sven Lüdke (che entra al posto di Oliver Fuhlhage).

## Tracce
1. Prologue – 0:32
2. Unholy War – 5:18
3. Ashes to Ashes (Dust to Dust) – 6:56
4. Fuel to the Fire – 3:47
5. Veil of Death – 1:49
6. The Last Farewell – 5:39
7. Day and a Lifetime – 4:07
8. River of Pain – 3:49
9. Ain't the One – 4:53
10. New Horizon – 4:32
11. With Sparrows – 5:38
12. Better Morning – 4:19

## Formazione
Membri del gruppo
- Klaus Dirks - voce
- Matthias Mineur - chitarra
- Sven Lüdke - chitarra
- Markus Brinkmann - basso
- Sascha Onnen - tastiera
- Arved Mannott - batteria